# Srinagarindra

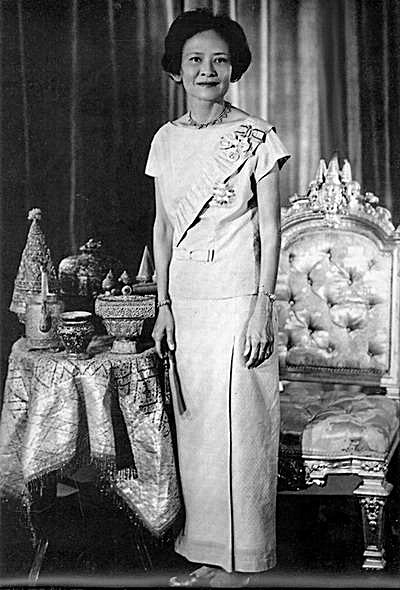
Srinagarindra

Srinagarindra, född 1900, död 1995, var mor till Thailands kungar Ananda Mahidol (Rama VIII) och Bhumibol Adulyadej (Rama IX). Hon var länge känd som Somdej Ya, "den kungliga farmodern".

## Bakgrund
Srinagarindra var föräldralös från nio års ålder och blev med sin bror omhändertagen av sin faster/moster, en cigarett- och godisförsäljare. Då hon kunde läsa och skriva, tilläts hon studera i tempelskolan Wat Anongkharam för flickor en kort tid. Genom en släkting, Chan Saeng-xuto, som var barnsköterska till prinsessan Petchaburi (dotter till kung Chulalongkorn), blev hon hovdam åt Petchaburi. Från 1913 studerade hon till sjuksköterska, och blev 1916 anställd som sådan. ÅRen 1917–1919 studerade hon i USA på ett stipendium utfärdat av prins Mahidol Adulyadej, också student i USA; de möttes ofta i USA och gifte sig 1919. År 1928 återvände paret till Thailand, och 1929 blev hon änka.

## Kungamoder
År 1932 avskaffades den absoluta monarkin i Thailand, och drottning Sri Savarindira, prinsessan Petchaburi och prins Rangsit Prayursakdi bestämde att hon borde lämna landet med sina barn för sin säkerhets skull. 1933 flyttade hon med barnen till Schweiz. 1935 abdikerade kungen och hennes äldste son blev monark. Prins Aditya Dibabha Abhakara blev sonens regent medan hon fick titeln "prinsessmodern". 1938–1939 gjorde hon med sönerna ett officiellt besök i Thailand där det gjorde ett gott intryck. De tillbringade andra världskriget i Schweiz, där barnen gick i skolan och hon understödde thailändska studenter. 1945 återvände hon med sönerna till Thailand. Äldste sonen mördades 1946, och hennes yngre son Bhumibol blev monark. Hon återvände med honom till Schweiz.

## Politisk aktivitet
Då sonen avslutat sina studier och återvände till Thailand 1951 stannade hon kvar i Lausanne till 1963 och besökte bara Thailand då hon blev ombedd. Mellan 1960 och 1967 var hon ofta regent i Thailand under sonens och svärdotterns frånvaro och undertecknade många lagförslag. Från 1964 var hon aktiv för att införa en bättre standard i de mer avlägsna trakterna av landet; 1985 infördes ett nationellt välfärdsprojekt i samband med detta. Hon grundade 185 skolor och utfärdade stipendium från 1920 och framåt, gjorde sjukvård tillgänglig för isolerade områden genom flyg (1969), genomförde gratis proteser (1992) och återplantering av skog (1985).
Srinagarindra var intresserad av friluftsliv och klättrade ofta upp till bergsbyar i isolerade trakter.